# 1393

## Esdeveniments
- 30 d'abril - La vila d'Onda (Plana Baixa) retorna a la jurisdicció reial, després de 50 anys en què havia depès de l'Orde de Montesa.
- 18 d'octubre - Barcelona: Fundació del monestir de Sant Jeroni de la vall d'Hebron.

- Menció documental de les grans quantitats de paper higiènic que consumeix la cort a la Xina[2]
- Fundació del Convent de Sant Agustí (Igualada)